# Allium asarense
Allium asarense — вид рослин з родини амарилісових (Amaryllidaceae); ендемік Ірану.

## Опис
Має жовтувато-зелені, напівпрозорі квіти.

## Поширення
Ендемік північно-центрального Ірану. Цей вид зростає на вапняках Ельбурса приблизно на 2000 м н. р. м..